# Gagata pakistanica
Gagata pakistanica és una espècie de peix de la família dels sisòrids i de l'ordre dels siluriformes.

## Hàbitat
És un peix d'aigua dolça i de clima tropical.

## Distribució geogràfica
Es troba al Pakistan.